# Мурамвія (комуна)
Мурамвія — одна з комун провінції Мурамвія, на півночі Бурунді. Центр — однойменне містечко Мурамвія.